# Castelo de Rugat

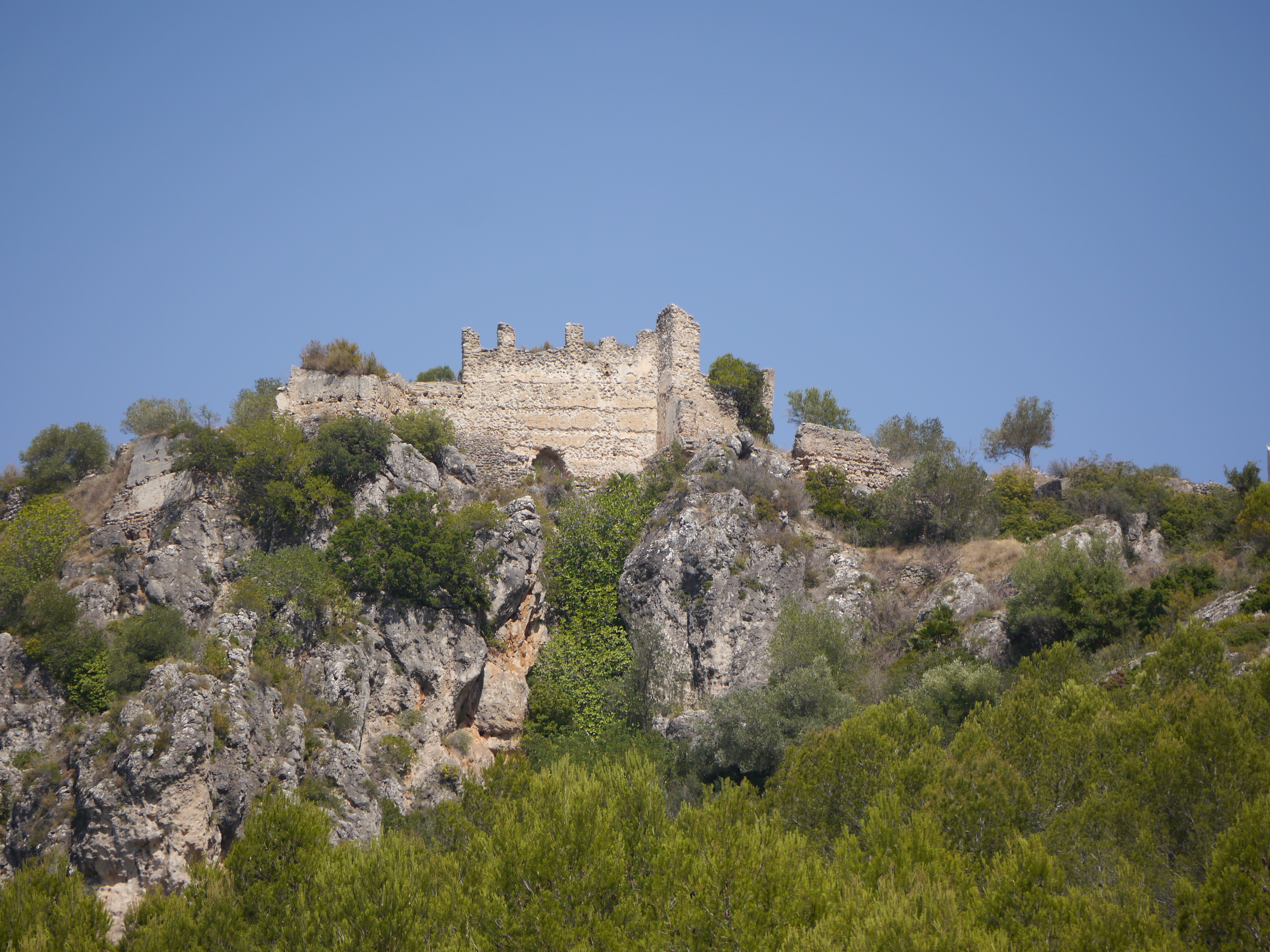
Castelo de Rugat

O Castelo de Rugat localiza-se no município de Aielo de Rugat, na província de Valência, na comunidade autónoma da Comunidade Valenciana, na Espanha.

## História
O castelo remonta a uma fortificação muçulmana, erguida com a função de defesa da fronteira entre as taifas de Játiva e Denia. No contexto da Reconquista cristã foi tomada pelas forças de Jaime I de Aragão, em 1258.
Na posse cristã, integrou a rede de fortificações de Penacadell, vindo posteriormente a ser cedido ao almirante Bernat de Bellvís, com título de barão. Os descendentes deste mudaram-se para o vizinho Palácio de Castellón de Rugat, tendo o castelo sido definitivamente abandonado por volta de 1500.
Actualmente em ruínas, ainda podem ser observados a cisterna, recoberta em abóbada de canhão, e restos de sua fachada principal e de uma torre interior.

## Características
Em posição dominante sobre um afloramento calcário, em posição dominante sobre a povoação, o castelo apresenta planta quadrangular orgânica, adaptada ao terreno, erguido em aparelho de taipa.